# Yannick Ecoeur

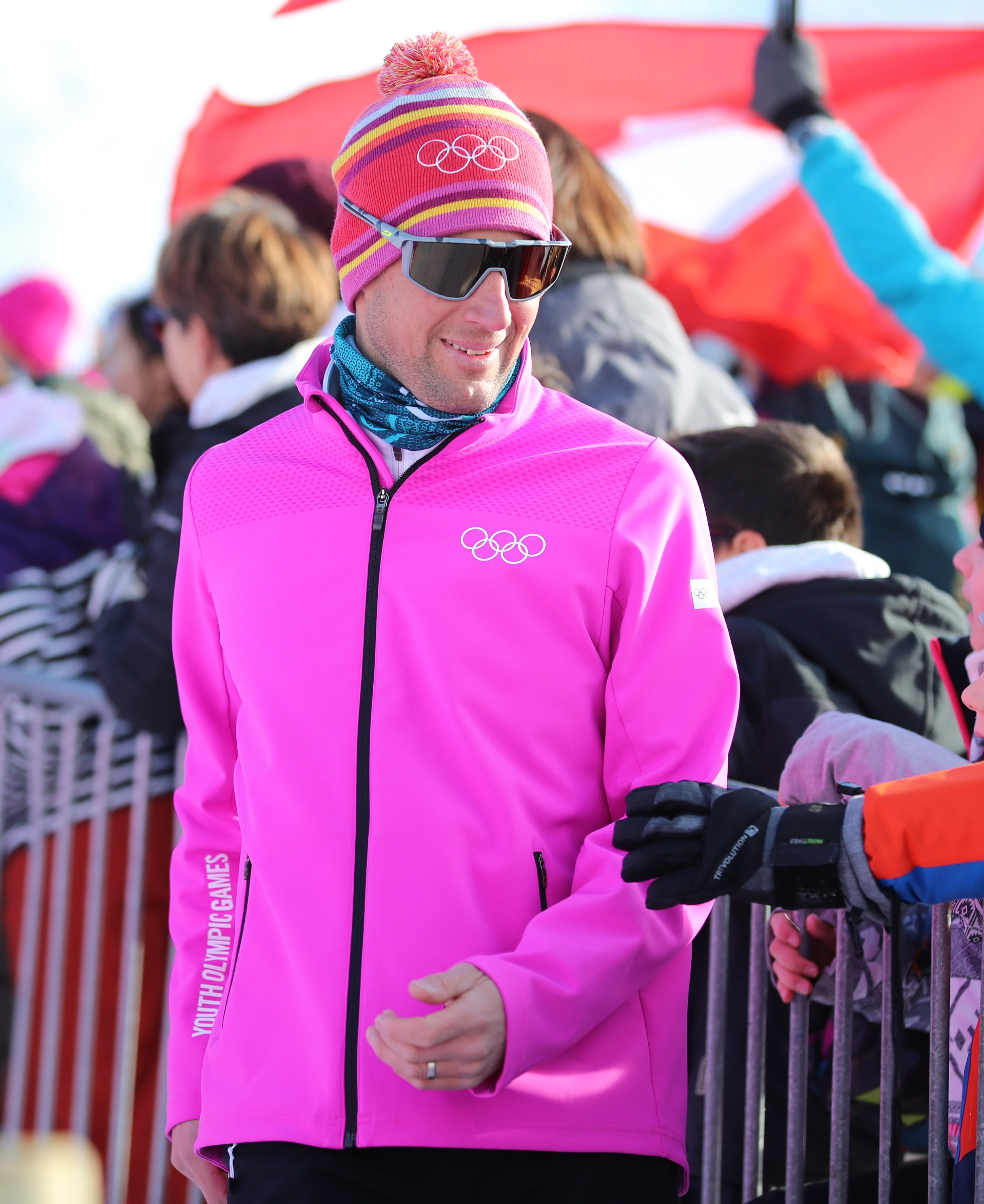
Yannick Ecoeur (2020)

Yannick Ecoeur (* 23. August 1981 in Martigny VS) ist ein Schweizer Skibergsteiger.
Ecoeur begann 2003 mit dem Skibergsteigen und ist seit 2005 Mitglied der Schweizer Nationalmannschaft Skialpinismus. Während der Olympischen Jugend-Winterspiele 2020 fungierte er als Athlete Rolemodel.

## Erfolge (Auswahl)
- 2005:
  - 2. Platz bei der Europameisterschaft Skibergsteigen Staffel mit Alexander Hug, Christian Pittex und Jean-Yves Rey
  - 5. Platz bei der Trofeo Mezzalama mit Stéphane Gay und Didier Moret
  - 10. Platz bei der Europameisterschaft Skibergsteigen Team mit Emmanuel Vaudan

- 2006:
  - 1. Platz Schweizer Meisterschaft Einzel
  - 9. Platz bei der Weltmeisterschaft Skibergsteigen Team mit Alain Rey

- 2007:
  - 2. Platz bei der Europameisterschaft Skibergsteigen Staffel mit Alain Rey, Florent Troillet und Alexander Hug
  - 6. Platz bei der Europameisterschaft Skibergsteigen Team mit Alain Rey

### Pierra Menta
- 2006: 8. Platz mit Alain Rey
- 2008: 7. Platz mit Reynold Ginier